# Christiane Nord
Christiane Nord, nemška prevajalka in prevodoslovka, * 1943, Eberwalde, Nemčija.

## Življenje in delo
Christiane Nord je študirala prevajalstvo (nemščina-angleščina-španščina) na Univerzi v Heidelbergu, kjer je leta 1967 diplomirala z odliko. Leta 1983 je doktorirala iz romanskih študij, habilitirala se je na področju uporabnega prevodoslovja in prevodne pedagogike. Od leta 1967 sodeluje pri usposabljanju prevajalcev na univerzah v Heidelbergu, Hildesheimu, Innsbrucku, Magdeburgu in na Dunaju. Na predavanja so jo vabile univerze in institucije za usposabljanje prevajalcev iz vsega sveta: iz Evrope, Bližnjega vzhoda, Amerike, Azije in Afrike. Zabeleženih je okrog 200 objav v nemščini, angleščini in španščini o teoretičnem, metodološkem in pedagoškem vidiku funkcionalnosti v prevajanju in tolmačenju. Od leta 2007 dela kot znanstvena delavka in izredna profesorica na University of the Free States, Bloemfontein, Južna Afrika. 
Nordova je članica nemške prevodoslovne šole (pomembnejši predstavniki Hans Vermeer, Katharina Reiß, Justa Holz-Mäntäri), ki svoj začetek beleži po letu 1970, ko se je prevodoslovje precej razvilo in postalo znanstvena disciplina zase. Nordova je zastopnica funkcionalistične teorije prevajanja. Pravi, da je prevod odvisen od funkcije, ki naj bi jo imelo prevedeno besedilo v ciljni kulturi. Poleg kategorije funkcionalnosti poudarja tudi pomembnost kategorije lojalnosti; kljub upoštevanju namena prevoda v izhodiščni kulturi in zahtev predvidene ciljne publike, prevajalec mora biti lojalen do tvorca izvirnika - splošno sporočila ciljnega besedila se ne sme razlikovati od tistega v izhodiščnem besedilu. Zanjo najpomembnejši vidik prevajanja je kultura - celo pomembnejši kot sam jezik. Kulturo definira kot skupek kulturnospecifičnih elementov, ki kulturo določajo in jo ločujejo od drugih. Od kulture je odvisno, kako drug drugega razumemo. Po Nordovi prevajanje pomeni proizvesti besedilo iz izhodiščnega besedila v ciljni jeziki, pri čemer je nujno, da prevajalec pozna kulturo izhodiščnega in ciljnega jezika. Najbolj znana funkcionalistična teorija prevajanja je teorija skoposa.

### Funkcionalistični model
Nordova predstavi svoj model prevajanja glede na besedilno analizo (ko preučuje organizacijo besedila na ravni povedi). Razlikuje med dvema osnovnima tipoma prevoda:
- Dokumentarni prevod služi kot dokument komunikacije v izhodiščni kulturi med avtorjem in bralci izhodiščne kulture. Tako je na primer v literarnih besedilih, kjer ciljno besedilo ciljnemu prejemniku dovoljuje dostop do idej izhodiščnega besedila, a se bralec zaveda, da je to prevod. Druga primera dokumentarnega prevoda sta prevod beseda za besedo in dobesedni prevod.
- Instrumentalni prevod služi kot neodvisno besedilo (instrument prenosa) v novem komunikacijskem dogajanju v ciljni kulturi. Namen takega prevoda je izpolniti njegov komunikacijski namen; pri tem se ciljni bralec ne zaveda, da bere ali posluša besedilo, ki je bilo, sicer v drugi obliki, uporabljeno že prej v drugi komunikacijski situaciji. Bralci torej berejo tak prevod kot originalno besedilo.

### Knjige
- Nord, Christiane (1983). Neueste Entwicklungen im spanischen Wortschatz. Untersuchung auf der Grundlage eines pressesprachlichen Korpus. Rheinfelden: Schäuble
- Nord, Christiane (1984). Lebendiges Spanisch. Eine Einführung in Entwicklungstendenzen des heutigen spanischen Wortschatzes. Rheinfelden: Schäuble
- Nord, Christiane (1988). Textanalyse und Übersetzen. Theoretische Grundlagen, Methode und didaktische Anwendung einer übersetzungsrelevanten Textanalyse. Heidelberg: Groos. (druga izdaja 1991, tretja izdaja 1995, četrta izdaja 2009).
- Nord, Christiane (1991). Text Analysis in Translation: Theory, Methodology and Didactic Application of a Model for Translation-Oriented Text Analysis. Amsterdam-Atlanta: Rodopi. (druga izdaja 2005).
- Nord, Christiane (1991). Übersetzen lernen - leicht gemacht. Kurs zur Einführung in das professionelle Übersetzen aus dem Spanischen ins Deutsche. Heidelberg: Institut für Übersetzen und Dolmetschen. (popravljena izdaja 2001).
- Nord, Christiane; Holz-Mänttäri, Justa (1993). Traducere navem, Festschrift für Katharina Reiss zum 70. Geburtstag. Tampere: Universitätsverlag.
- Nord, Christiane (1993). Einführung in das funktionale Übersetzen. Am Beispiel von Titeln und Überschriften. Tübingen: Francke.
- Nord, Christiane (1997). Translating as a Purposeful Activity. Functionalist Approaches Explained. Manchester: St. Jerome.
- Nord, Christiane (1999). Fertigkeit Übersetzen. Fernstudieneinheit des Goethe-Instituts (poskusna različica). München: Goethe-Institut.
- Nord, Christiane (2001). Lernziel: Professionelles Übersetzen Spanisch-Deutsch. Wilhelmsfeld: Gottfried Egert Verlag.
- Nord, Christiane (2002). Fertigkeit Übersetzen. Ein Selbstlernkurs zum Übersetzenlernen und Übersetzenlehren. Alicante: Editorial Club Universitario. (nova izdaja 2010)
- Nord, Christiane (2003). Kommunikativ handeln auf Spanisch und Deutsch. Ein übersetzungsorientierter funktionaler Sprach- und Stilvergleich. Wilhelmsfeld: Gottfried Egert Verlag.
- Nord, Christiane (2005). Translating as a Purposeful Activity (kitajski prevod). Beijing: Foreign Language Teaching and Research Press.
- Nord, Christiane (2005). Text Analysis in Translation: Theory, Methodology and Didactic Application of a Model for Translation-Oriented Text Analysis. Amsterdam-New York: Rodopi (druga izdaja).
- Nord, Christiane (2006). Translating as a Purposeful Activity (korejski prevod). Seoul: Hankuk University of Foreign Studies Press.
- Nord, Christiane (2008). La traduction comme activité ciblée. trans. Beverly Adab, Arras: Artois Presses.
- Nord, Christiane (2009). Textanalyse und Übersetzen. Theoretische Grundlagen, Methode und didaktische Anwendung einer übersetzungsrelevanten Textanalyse. Tübingen: Julius Groos Verlag Brigitte Narr. (četrta izdaja).
- Nord, Christiane (2009). Text Analysis in Translation (arabski prevod). Riad: King Saud University Press.
- Nord, Christiane (2010). Fertigkeit Übersetzen. Ein Kurs zum Übersetzenlehren und -lernen. Berlin: BDÜ Service Verlag. (druga izdaja).
- Nord, Christiane (2010). Funktionsgerechtigkeit und Loyalität. I. Theorie, Methode und Didaktik des funktionalen Übersetzens. Berlin: Frank & Timme.
- Nord, Christiane (2010). Funktionsgerechtigkeit und Loyalität. II. Die Übersetzung literarischer und religiöser Texte aus funktionaler Sicht. Berlin: Frank & Timme.
- Nord, Christiane (2012). Texto base - texto meta: un modelo funcional de análisis pretraslativo. Castelló: Servei de Publicacions. (Trad. y adapt. por C. Nord, de Textanalyse und Übersetzen 2009)

### Objavljeni prevodi
- 1967 Roger B. Weems, Un verano en España. prevedla: Christiane Nord. Heidelberg: Groos.
- 1982 Octavi Fullat, Philosophische Grundlagen der Erziehung. prevedla: Peter Härtl in Christiane Nord. Stuttgart: Klett-Cotta
- 1991 Christiane Nord, Text Analysis in Translation. prevedla: Christiane Nord in Penelope Sparrow.  Amsterdam/Atlanta: Rodopi.
- 1999 Das Neue Testament und frühchristliche Schriften. nov prevod in komentar: Klaus Berger in Christiane Nord. Frankfurt: Insel Verlag.
- 2000 Stabat mater dolorosa..., v: Klaus Berger (2000): Kann man ohne Kirche glauben?. Stuttgart: Quell, 86-87.
- 2001 Die Orationes meditativae des Wilhelm von Saint-Thierry, Teil-Vorabdruck mit Kommentar. v: Insel-Almanach 2001. prevedla: Christiane Nord in Klaus Berger. Frankfurt/M.: Insel Verlag, 220-234.
- 2001 Wilhelm von Saint-Thierry: Orationes meditativae / Meditationen und Gebete. latinščina-nemščina. uredila, komentirala in prevedla: Klaus Berger in Christiane Nord. Frankfurt/M.: Insel Verlag.
- 2002 Nikolaus von Kues: De pace findei / Vom Frieden zwischen den Religionen. latinščina-nemščina. uredila, komentirala in prevedla: Klaus Berger in Christiane Nord. Frankfurt/M.: Insel Verlag.
- 2005 Christiane Nord: Text Analysis in Translation. prevedli Christiane Nord in Penelope Sparrow. Amsterdam: Rodopi. (druga izdaja).
- 2012 Christiane Nord: Texto base - texto meta. Un modelo funcional de análisis pretraslativo. prevedla: Christiane Nord. Castelló: Servicio de Publicaciones de la Universitat Jaume I.
- 2012 Wilhelm von Saint-Thierry: Kommentar zum Römerbrief. prevedla: Klaus Berger in Christiane Nord. Mainz: Patrimonium.
- 2013 Katharina Reiß, Hans J. Vermeer: Towards a General Theory of Translational Action. prevedla: Christiane Nord, angleški prevod pregledala: Marina Dudenhöfer.